# Joe Grayson
Joe Grayson (sinh ngày 26 tháng 3 năm 1999) là một cầu thủ bóng đá người Anh thi đấu cho Blackburn Rovers, ở vị trí tiền vệ.

## Sự nghiệp
Grayson gia nhập Blackburn Rovers vào tháng 7 năm 2016, thi đấu chuyên nghiệp vào tháng 7 năm 2017. Anh có màn ra mắt ngày 28 tháng 8 năm 2018, tại Cúp EFL, trong chiến thắng 4–1 trên sân nhà trước Lincoln City.

## Đời tư
Cha của anh là Simon Grayson.